# Ablaberoides rufovittatus
Ablaberoides rufovittatus är en skalbaggsart som beskrevs av Louis Albert Péringuey 1892. Ablaberoides rufovittatus ingår i släktet Ablaberoides och familjen Melolonthidae. Inga underarter finns listade i Catalogue of Life.